# Diplopterygium bullatum
Diplopterygium bullatum är en ormbunkeart som först beskrevs av Thomas Moore, och fick sitt nu gällande namn av Barbara S. Parris. Diplopterygium bullatum ingår i släktet Diplopterygium och familjen Gleicheniaceae. Inga underarter finns listade.